# Lynn Varley
Lynn Varley es una colorista e ilustradora de cómics estadounidense.
Ha recibido el reconocimiento de la industria con los premios de la Comics Buyer´s Guide a la mejor persona colorista en 1986, 1999 y 2000. Y nominaciones para ese mismo premio en 1997, 1998, 2001, 2002 y 2003.
Una de sus primeras colaboraciones con Frank Miller la realizó coloreando en 1982 una miniserie de Wolverine, con guion de Chris Claremont. Entre sus trabajos más destacados figuran el color de Elektra Lives Again, Batman: The Dark Knight Returns y 300, todos con guion y dibujos de Miller.
- Datos: Q5361569